# Партія незалежності Сполученого Королівства
Партія незалежності Сполученого Королівства (англ. United Kingdom Independence Party) — політична партія Великої Британії, що вимагає виходу країни з Євросоюзу і дотримується консервативних поглядів. Головний офіс розташовано у Ньютон-Аббот у Девонширі.
Партія об'єднує 12 регіональних організацій Британії. На останніх за часом виборах до Європарламенту у 2009 році партія виступала за створення робочих місць у Великій Британії безпосередньо для британців, за посилення імміграційної політики у Великій Британії і Євросоюзі в цілому, за розширення зовнішніх торгових зв'язків, за обов'язкове проведення референдуму щодо Конституції ЄС або будь-якого аналогічного документу. Крім того, партія закликала віддати свої голоси за неї з метою висловити протест уряду (The Government is determined not to allow your voice to be heard. A vote for UKIP is a vote to say 'No' loudly and clearly).
Партія була заснована в 1993 році істориком Аланом Скедом і закликала до виходу Великої Британії з Євросоюзу. У партію перейшли деякі члени правлячої Консервативної партії, в якій існували серйозні розбіжності щодо майбутнього фунта стерлінгів після «чорної середи». У 1999 році партія отримала 3 депутатських місця на виборах до Європарламенту, але незабаром один з депутатів після виниклих розбіжностей вийшов з партії.
Незважаючи на певну популярність в суспільстві, партія не представлена в Палаті громад через існування у Великій Британії мажоритарної виборчої системи. Водночас, членами партії є два члени Палати лордів. Крім того, на виборах до Європарламенту 2009 року партія отримала 16,5 % голосів (на 0,8 % більше, ніж правлячі лейбористи) і провела в Європарламент 13 депутатів, серед яких — колишній президент партії Найджел Фарадж. У 2010 році партія отримала 3,1 % голосів і жодного місця в Палаті громад на чергових парламентських виборах.
2015 року лідер партії Найджел Фарадж закликав нідерландців проголосувати на референдумі проти ратифікації Угоди про асоціацію між Європейським Союзом та Україною.
В основному, партія привертає до себе протестний електорат. Політичні коментатори вважають партію право-популістською.